# Matt Duffy (baseball, 1989)
Pour les articles homonymes, voir Duffy et Matt Duffy (homonymie).
Matthew Edward Duffy (né le 6 février 1989 à Boston, Massachusetts, États-Unis) est un joueur de troisième but et de premier but des Astros de Houston de la Ligue majeure de baseball.

## Carrière
Joueur des Volunteers de l'université du Tennessee, Matt Duffy est repêché par les Astros de Houston au 20e tour de sélection en 2011. Dans les ligues mineures, il est nommé meilleur joueur de la saison 2015 de la Ligue de la côte du Pacifique, après une saison de 20 circuits et 104 points produits pour les Grizzlies de Fresno.
Duffy fait ses débuts dans le baseball majeur à l'âge de 26 ans, le 16 septembre 2015 pour les Astros de Houston face aux Rangers du Texas.